# 旌善郡

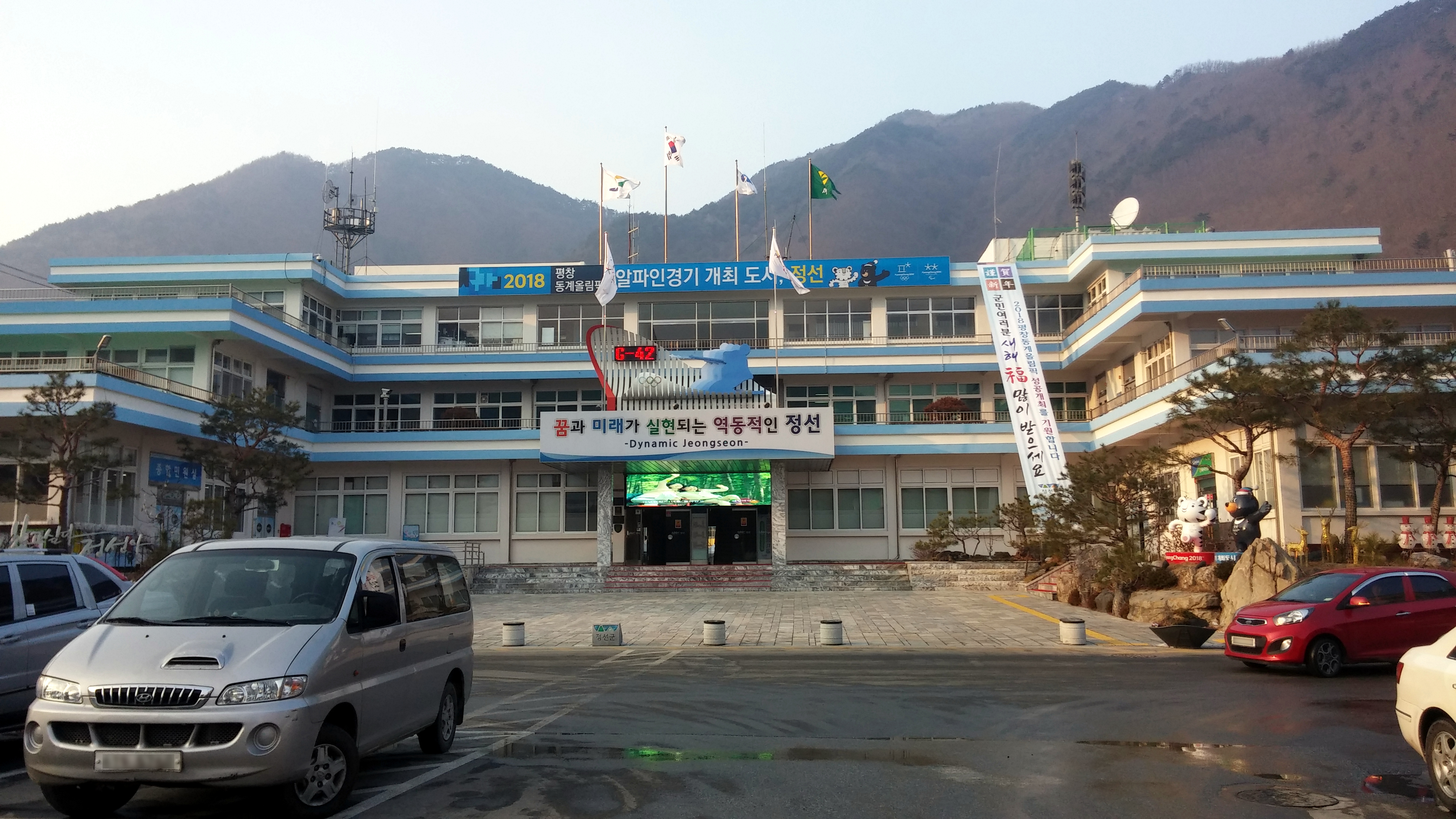
旌善郡庁

旌善郡（チョンソンぐん）は、大韓民国江原特別自治道の高原地帯にある郡。アリランの一種である旌善アリランが伝わることで知られると共に郡内にはアンドリジドリダレミハンスンバウという韓国で一番長い地名が存在する。

## 地理
江原特別自治道の南部に位置し、太白山脈の高原地帯にある。

### 気候
最高気温極値は39.3℃（2018年8月3日）、最低気温極値は-22.0℃（2013年1月4日）である。

## 歴史
- 757年 - 旌善県が置かれる。
- 1012年 - 旌善郡となる。
- 1895年5月26日 - 勅令第98号（1895.5.26公布）により忠州府旌善郡となる（二十三府制）。
- 1896年8月4日 - 勅令第36号（1896.8.4公布）により江原道旌善郡となる（十三道制）。[2]
- 1906年10月1日 - 江陵郡の一部（臨渓面・道岩面）、平昌郡の新東面（東面から改称）が旌善郡に編入（8面）。
- 1914年4月1日 – 郡面併合により、旌善郡の面を統廃合。下記の8面を設置。
  - 旌善面・西面・北面・東面・南面・臨渓面・道岩面・新東面
- 1924年7月1日 - 西面が旌善面に編入。（7面）
- 1935年12月25日 - 府令第11号（1931.2.28公布）により、以下の変更は行われる。（6面）
  - 道岩面が平昌郡に編入。
  - 旌善面道巌洞・白一洞の各一部が平昌郡珍富面間坪里に編入。
- 1973年7月1日 - 大統領令第6523号（1973.3.12公布）により、以下の変更が行われる。（2邑5面）[3]
  - 旌善面が旌善邑に昇格。
  - 東面の舎北出張所管轄区域が舎北邑に昇格・分離。
  - 三陟郡下長面柯木里・道田里が臨渓面に編入。
  - 溟州郡旺山面南谷里・九切里が北面に編入。
  - 新東面泉浦里の一部を新設の寧越郡上東邑に編入。
- 1980年12月1日 - 大統領令第10050号（1980.10.21公布）により新東面が新東邑に昇格。（3邑4面）
- 1985年10月1日 - 大統領令第10772号（1985.9.26公布）により舎北邑が分割され、舎北邑・古汗邑を設置。（4邑4面2出張所）
- 1986年4月1日 - 大統領令第11874号（1986.3.27公布）により北面北坪出張所管轄区域が北坪面に昇格。（4邑5面1出張所）
- 1989年1月18日 - 臨渓面鳳停里が北面に編入。（4邑5面）
- 2009年5月1日（4邑5面）
  - 東面が画岩面に改称。
  - 北面が餘糧面に改称。

## 行政

### 警察
- 旌善警察署

## 下位行政区画

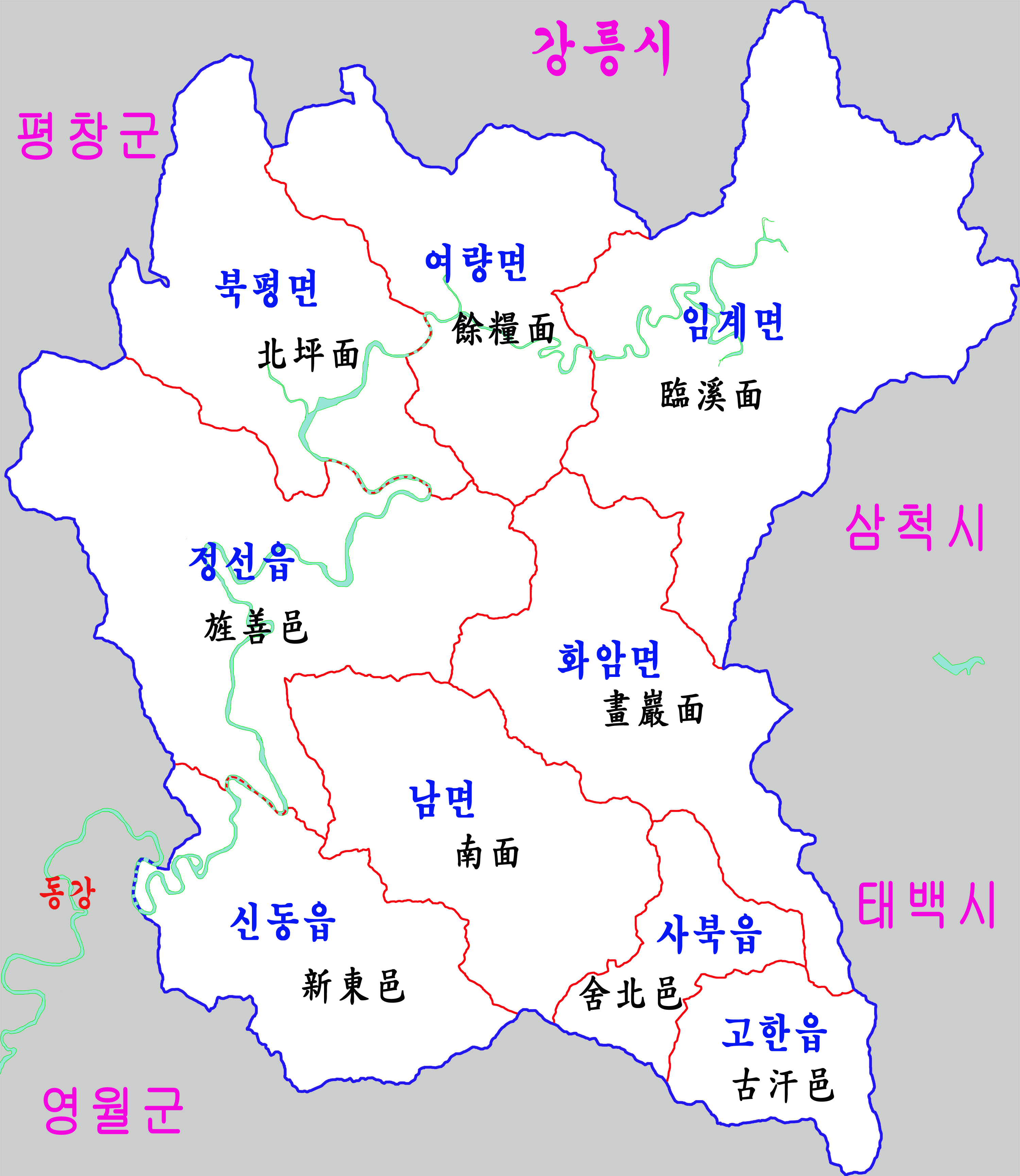
行政区域図

4邑5面から構成される。
| 邑・面 | 法定里                                                                                         |
| ------ | ---------------------------------------------------------------------------------------------- |
| 旌善邑 | 北実里、愛山里、新月里、徳松里、徳雨里、余呑里、龍灘里、鳳陽里、桧洞里、広河里、橘岩里、佳水里 |
| 舎北邑 | 舎北里、稷田里                                                                                 |
| 古汗邑 | 古汗里                                                                                         |
| 新東邑 | 礼美里、泉浦里、佳士里、古城里、徳川里、雲峙里、鳥洞里、芳堤里                                 |
| 余糧面 | 余糧里、柳川里、鳳停里、九切里、南谷里、高養里                                                 |
| 北坪面 | 北坪里、南坪里、長悦里、文谷里、羅田里、宿岩里                                                 |
| 画岩面 | 画岩里、石谷里、北洞里、没雲里、乾川里、虎村里、栢田里                                         |
| 南面   | 文谷里、広徳里、柳坪里、武陵里、楽同里                                                         |
| 臨渓面 | 柯木里、道田里、稷院里、臨渓里、松渓里、蓬山里、楽川里、龍山里、文来里、徳岩里、高陽里、盤川里 |

## 産業
金・銀・鉄・石炭などの地下資源に恵まれている。かつては炭坑の町であり、その名残りとして石炭運搬に使われた鉄道路線が残っている。現在はカジノのある観光都市となっている。

## 文化・観光
- 浄岩寺（643年創建の古刹）
- 旌善五日市（毎月2と7のつく日に開かれる定期市）
- 江原ランド（韓国内で唯一、韓国人が入場可能なカジノがある）

## 交通

### 鉄道
- 韓国鉄道公社
  - 太白線
    - 礼美駅 - （鳥洞駅） - （紫味院駅） - ミンドゥンサン駅 - 舎北駅 - 古汗駅

  - 咸白線
    - 礼美駅 - 咸白駅 - （鳥洞駅）

  - 旌善線
    - ミンドゥンサン駅 - 別於谷駅 - 仙坪駅 - 旌善駅 - 羅田駅 - アウラジ駅 - （九切里駅）

## 姉妹都市
韓国国内
- 仁川広域市南洞区
  - 1996年4月24日 - 姉妹都市結縁
- 江原特別自治道鉄原郡
  - 1996年10月1日 - 友好協力協定

## 出身者
- ラ・ミラン - 女優、1975年生まれ。
- ウォンビン - 俳優、1977年生まれ。
- 薛琦鉉 - サッカー選手、1979年生まれ。